# Paschal Sweeney
Paschal Sweeney (Woodville, 13 dicembre 1912 – 1º settembre 1981) è stato un vescovo cattolico e missionario australiano.

## Biografia
Paschal Sweeney nacque il 13 dicembre 1912 a Woodville, un sobborgo di Adelaide.
Fu ordinato presbitero per i passionisti l'11 luglio 1935. Fu rettore del centro St Brigid's Retreat a Marrickville, un sobborgo di Sydney e successivamente fu eletto provinciale per l'Australia dei passionisti.
Il 13 settembre 1963 con la bolla Omnium Ecclesiarum di papa Giovanni XXIII venne eretta la prefettura apostolica di Vanimo. La settimana seguente, il 20 settembre, papa Paolo VI lo nominò primo prefetto apostolico.
Il 15 novembre 1966 sempre papa Paolo VI elevò la prefettura a diocesi con la bolla Laeta incrementa, nominandolo primo vescovo. Ricevette l'ordinazione episcopale il 25 gennaio 1967 per imposizione delle mani del cardinale Norman Gilroy.
Durante gli anni del suo ministero aprì numerose nuove stazioni missionarie, soprattutto nelle zone occidentali lungo il confine con l'Indonesia, nonché l'istituzione di un servizio di forniture aeree di medicinali e generi di prima necessità e l'apertura di numerose nuove scuole. Furono inoltre costruiti il palazzo vescovile e la cattedrale della Santa Croce.
Resse la diocesi per quasi 16 anni, rassegnando le dimissioni il 22 settembre 1979.
Morì il 1º settembre 1981 all'età di 68 anni.

## Genealogia episcopale
La genealogia episcopale è:
- Cardinale Scipione Rebiba
- Cardinale Giulio Antonio Santori
- Cardinale Girolamo Bernerio, O.P.
- Arcivescovo Galeazzo Sanvitale
- Cardinale Ludovico Ludovisi
- Cardinale Luigi Caetani
- Cardinale Ulderico Carpegna
- Cardinale Paluzzo Paluzzi Altieri degli Albertoni
- Papa Benedetto XIII
- Papa Benedetto XIV
- Papa Clemente XIII
- Cardinale Marcantonio Colonna
- Cardinale Giacinto Sigismondo Gerdil, B.
- Cardinale Giulio Maria della Somaglia
- Cardinale Carlo Odescalchi, S.I.
- Cardinale Costantino Patrizi Naro
- Cardinale Serafino Vannutelli
- Cardinale Domenico Serafini, O.S.B.
- Cardinale Pietro Fumasoni Biondi
- Arcivescovo Filippo Bernardini
- Cardinale Norman Gilroy
- Vescovo Paschal Sweeney